# Quistinic
Quistinic é uma comuna francesa na região administrativa da Bretanha, no departamento Morbihan. Estende-se por uma área de 42,79 km². Em 2010 a comuna tinha 1 446 habitantes (densidade: 33,8 hab./km²).